# Tvytjärnarna
Tvytjärnarna är varandra näraliggande sjöar i Hudiksvalls kommun i Hälsingland och ingår i Nianån-Norralaåns kustområde.
- Tvytjärnarna (Enångers socken, Hälsingland, 681666-156241), sjö i Hudiksvalls kommun, 61°27′32″N 16°58′20″Ö / 61.459°N 16.9723°Ö (5,54 ha)
- Tvytjärnarna (Enångers socken, Hälsingland, 681667-156266), sjö i Hudiksvalls kommun, 61°27′27″N 16°58′47″Ö / 61.4576°N 16.9798°Ö (7,78 ha)